# الشانغا

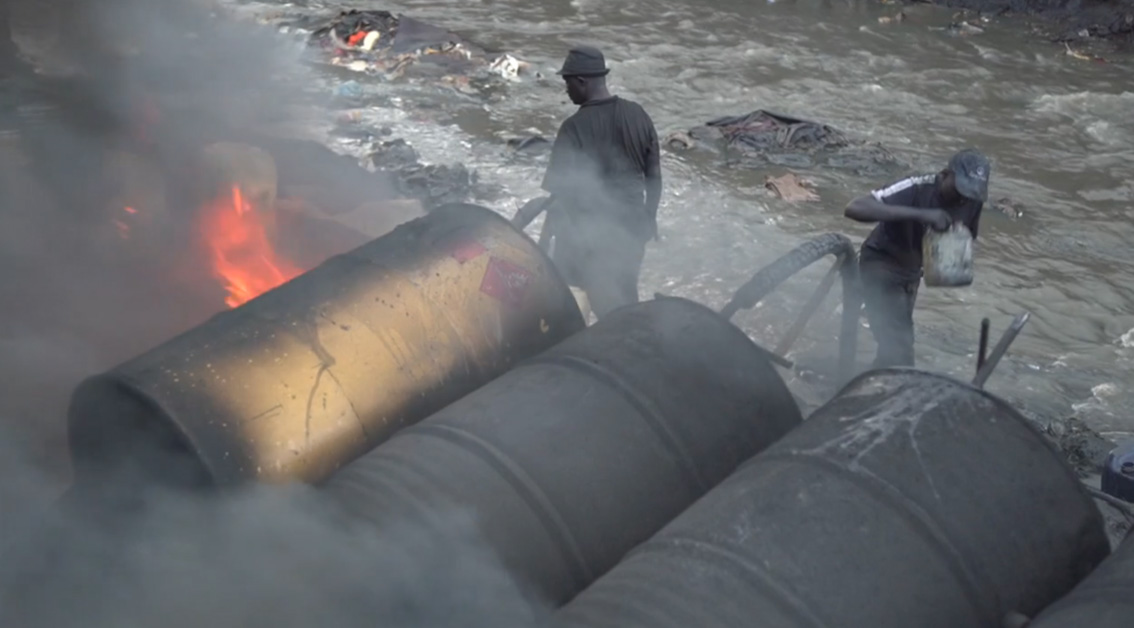
تصنيع الشانجا

الشانغا (بالإنجليزية: changaa)‏ هو مشروب روحي تقليدي في كينيا طعمه قوي، مصنوع من تخمير وتقطير البقوليات مثل الذرة وبذور الدخن والسورغم.

## القوانين
سمحت الحكومة الكينية بالمشروب الروحي التقليدي عام 2010، بعد أن كان مُحرم قانونيًا في كينيا لعدة سنوات، حيث تم سحب المنتج من الأسواق والمنشآت بسبب إضافة مواد كيميائية سامة للمشروب الروحي ليصبح أكثر قوة. تحت القانون الجديد، الشانغا تنتج وتباع وتوزع في علب زجاجية، حيث يتوجب على التجار وضع علامات تحذيرية صحية على الزجاجة من الخارج، ويتم بيعها عن طريق آلات البيع الأوتوماتيكية، لا يسمح ببيعها للأفراد دون سن الثامنة عشر. تعد الشانغا المشروب المفضل لدى الجميع؛ لأنها أقل سعرًا وأقوى تأثيرًا من المشروبات الكحولية الأخرى. في حال مخالفة القوانين وبيع الشانغا مغشوشة يتعرض الشخص لمخاطر وعقوبات تفرض عليه دفع مبلغ بقيمة خمس ملايين شلن أو الحبس لمدة خمس سنوات أو كلاهما.

## الإنتاج والتوزيع
تمت السيطرة على حالات عديدة من توزيع وإنتاج المشروب الروحي في حدود معينة من الأحياء الفقيرة في المدن من خلال بعض العصابات مثل: عصابة المونغيكي، وهي عصابات تعمل على إدارة وحماية مصانع الخمر الغير مشروعة، حيث أن الإنتاج مازال موجودًا في المصانع التقليدية في باقي الدول. يتم بيع الشانغا التي تم تخمرها بطريقة غير قانونية بقيمة 0.20 أو 0.40 دولار أمريكي لكل زجاجة.

### المشاكل الصحية
الذين يشربون الشانغا يعانون من العمى وقد يؤدي بهم إلى الموت؛ بسبب إحتوائه على غاز الميثانول السام. في بعض الأحيان تتم إضافة بعض المواد على المشروب المغشوش مثل: وقود النفاثات، سائل التحنيط أو حمض الكبريتيك لإعطائه أكثر قوة.  المياه المستخدمة لصنع المشروب في مصانع الخمر الغير مشروعة قانونيًا هي مياه تحت معايير صحية مقبولة، لكن يمكن أن تكون هذه المياه ملوثة باستخدام مياه صرف الصحي.

## سبب التسمية
تم إعتماد اسم الشانغا عام 1950 عندما روى القصة أويجا موغندا في كيزيمو بحضور توم ميوجا، كيف حصلت بيليلي على اسم الشانغا؟
اعتادت النساء في منطقة كانو في كيزيمو على جلب الحليب الطازج وبيعه في أواني لسكان المنطقة، عندما منعت الحكومة الاستعمارية بيع الخمور المحلية ومنها خمر بيليلي، أصبحوا النساء يبيعون الخمر باستخدام الحليب للتمويه. في أحد الأيام أخبر شخص شرطي أبيض عن النساء بائعات الحليب على الطريق ليأخذ الحليب ويتأكد منه وكان أحد الأواني يحتوي على البيليلي وليس الحليب. أمرهم الشرطي بوضع جميع الأواني على جانب الطريق وسألهم: «مازيوا يا ناني؟» كرر المترجم السؤال: «ما شنغ نغا؟» وهو يعني «لمن هذا الحليب؟» لذلك إتهم الشرطي النساء بالبيع المغشوش للشانغا ونقلها، ومن هنا جاء اسم الشانغا.